# Recklinghausen
Recklinghausen (phát âm tiếng Đức: [ʁɛklɪŋˈhaʊzən]) là một thành phố ở vùng Ruhr thuộc bang Nordrhein-Westfalen, Đức. Recklinghausen là thành phố cực bắc của vùng Ruhr và giáp Münsterland. Cảnh quan phía bắc của Recklinghausen đặc trưng bởi những cánh đồng lớn thì ở phía nam là các khu công nghiệp. Tổng dân số thời điểm 31/12/2006 là 121.521 người, là thành phố lớn thứ 60 của Đức, lớn thứ 22 ở North Rhine-Westphalia. Đây là thủ phủ của huyện Recklinghausen.

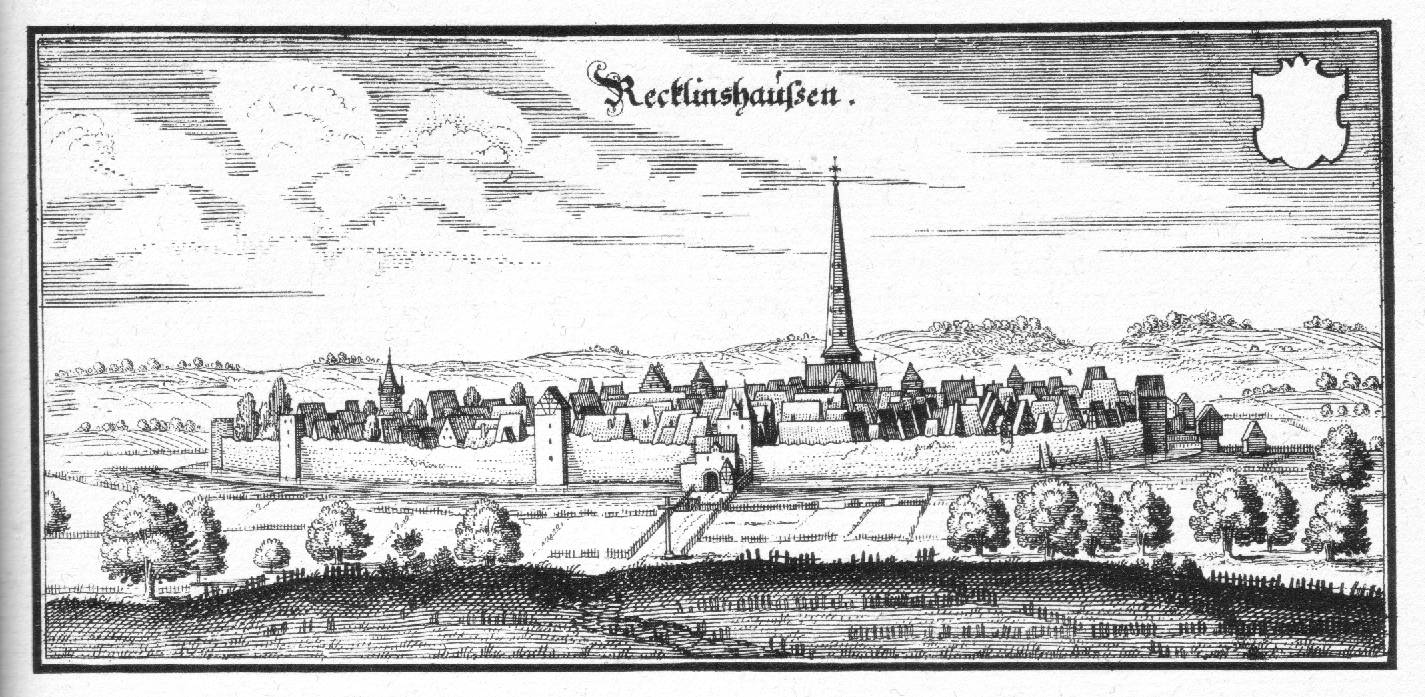
Hình ảnh Recklinghausen thế kỷ 17

## Thành phố kết nghĩa
1. Preston, Anh
2. Dordrecht, Hà Lan
3. Acre, Israel
4. Douai, Pháp
5. Schmalkalden, Đức
6. Bytom, Ba Lan